# Panneau de signalisation de débouché de cyclistes en France
Pour les articles homonymes, voir A21.
Le panneau de signalisation A21 indique la proximité de débouché de cyclistes situé à une distance d’environ 150 mètres en rase campagne et 50 mètres en agglomération.

## Usage

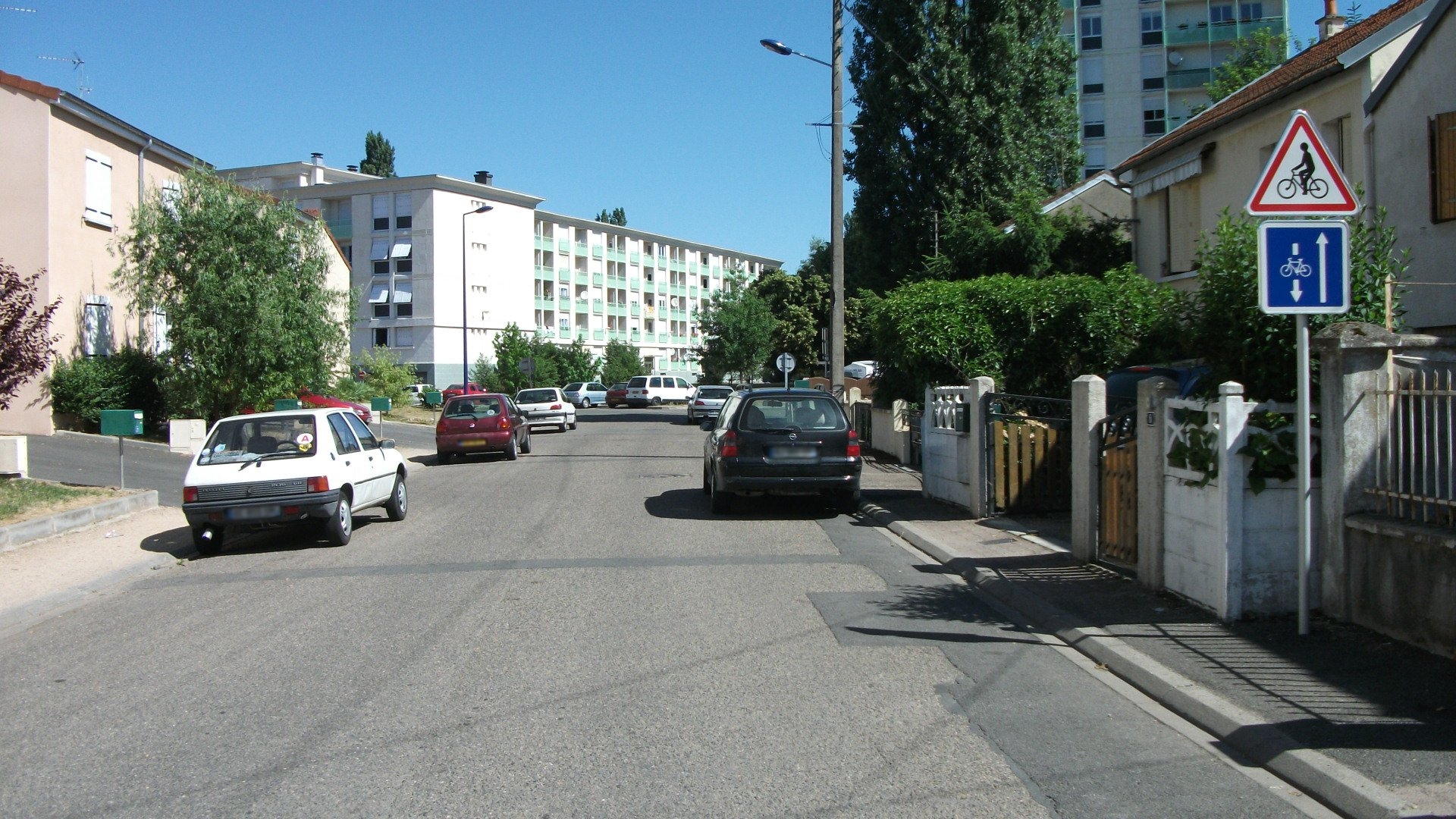
Exemple 1 : des cyclistes peuvent déboucher sur une piste ou bande cyclable (au niveau du danger)

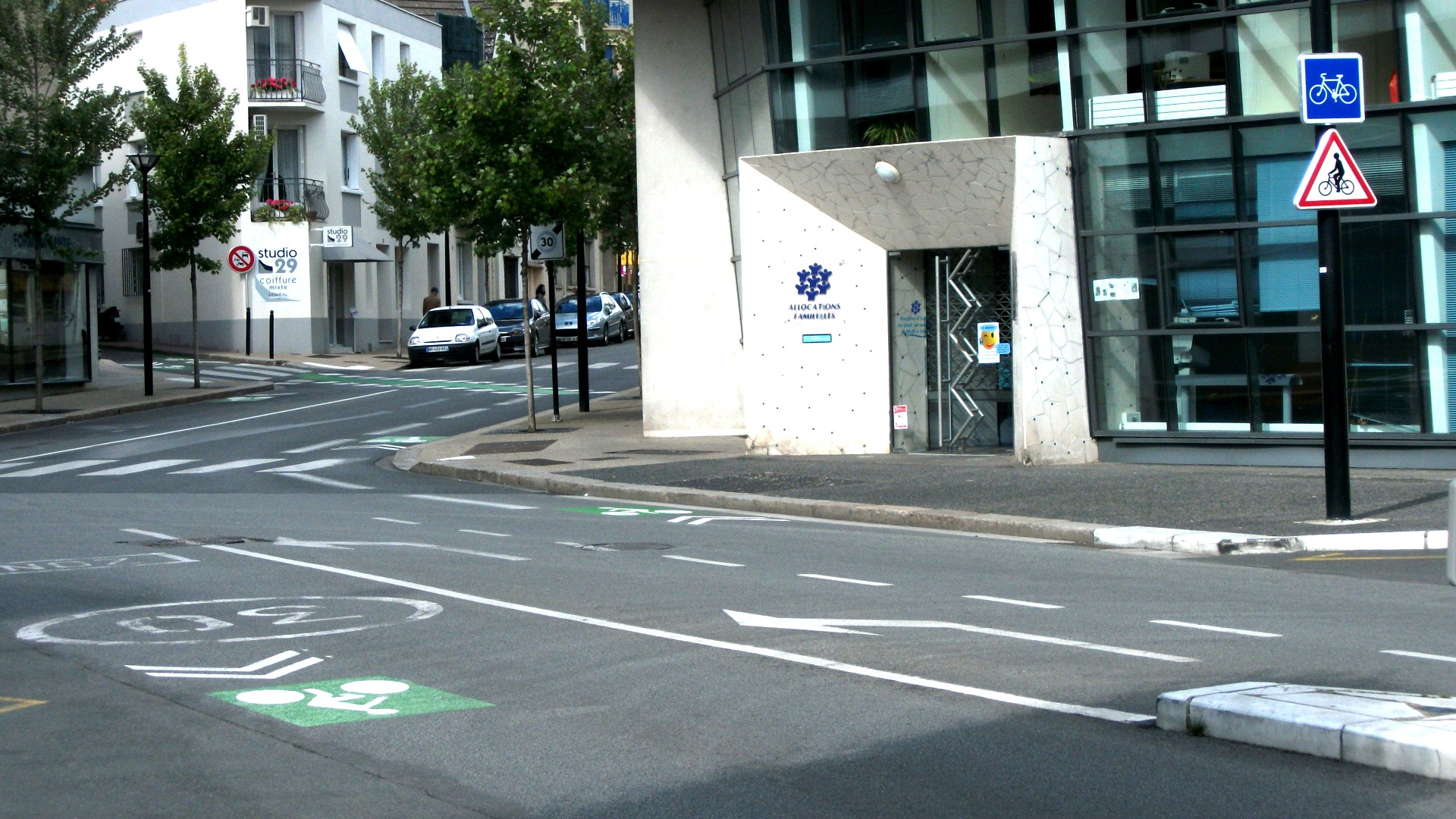
Exemple 2 : le panneau A21 annonce le débouché de cyclistes venant de droite (après l’intersection ; sur le même support un autre panneau (C113) conseille aux cyclistes d’emprunter la bande matérialisée).

La signalisation avancée du débouché de cyclistes venant de droite ou de gauche d’une piste ou d’une bande cyclable se fait à l’aide du panneau A21.

## Histoire
Ce panneau apparaît en France en 1967. Le pictogramme représente un cycliste se dirigeant vers la gauche sur un fond crème avec un listel rouge très étroit.
Sur le plan international, il figure pour la première fois dans la convention sur la signalisation routière conclue à Vienne le 8 novembre 1968, sous le code A13 avec un pictogramme légèrement différent de celui du panneau français.
La France transpose les dispositions de la convention de Vienne dans sa réglementation avec les arrêtés des 6 et 7 juin 1977 qui adopte le fond blanc, le large listel rouge et le pictogramme européen, par contre elle crée deux panneaux : A21a et A21b, chaque cycliste allant dans un sens différent, avec les sens suivants :
- A21a : Débouché de cyclistes ou de cyclomotoristes venant de droite ou de gauche ;
- A21b : Débouché de cyclistes ou de cyclomotoristes venant de gauche.

A21 - Modèle en vigueur
ex A21b (1977) - périmé.

Le panneau A21b est finalement supprimé et sa pose interdite par arrêté du 26 décembre 2000. Le panneau A21a est recodifié A21 et la signification devient :
- A21 : Débouché de cyclistes venant de droite ou de gauche.

## Habilitation à la mise en place de panneaux de danger
Les panneaux de signalisation de danger sont placés par les services de voirie de l’administration compétente, sans l’intervention d’un arrêté de réglementation.

## Dimensions
Comme pour tous les panneaux de signalisation de danger, il existe cinq gammes de dimensions de panneaux A4.
| Gamme       | Largeur du côté du triangle |
| ----------- | --------------------------- |
| Très grande | 1500 mm                     |
| Grande      | 1250 mm                     |
| Normale     | 1000 mm                     |
| Petite      | 700 mm                      |
| Miniature   | 500 mm                      |

Dimensions d’un panneau de danger de gamme normale

Dans le cas le plus général, c’est la gamme normale qui est utilisée.
Les panneaux de la grande gamme sont normalement employés sur les routes à plus de deux voies et sur certaines routes nationales à deux voies désignées à cet effet par décision du ministre de l’Équipement.
Les panneaux de la petite gamme sont utilisés quand il y a des difficultés pour l’implantation de panneaux de la gamme normale (rangée d’arbres près de la chaussée, route de montagne, accotements réduits, en tunnels, trottoirs étroits, etc.).

## Implantation

### Distance du danger
Les panneaux de danger A4, comme tous les panneaux de danger hormis le panneau A18, sont toujours implantés à une distance du danger de :
- Hors agglomération, entre 100 et 200 m, aussi proche que possible de 150 m, sauf difficultés spéciales sérieuses ou avantages marqués à la modifier, notamment pour améliorer la visibilité du signal ou pour tenir compte de la vitesse des véhicules ;
- En agglomération, entre 0 et 50 m, aussi proche que possible de 50 m.

Ils ne sont complétés par un panonceau de distance M1 que si la distance d’implantation est différente de celle définie ci-dessus. On peut utiliser cette possibilité pour augmenter la distance d’implantation qui ne doit pas excéder 400 m hors agglomération et 150 m en agglomération. Le panneau est alors répété à mi-distance environ. Les deux panneaux portent dans ce cas des panonceaux de distance M1.

### Côté de la chaussée
Les signaux de danger sont normalement implantés du côté droit de la chaussée dans le sens de la circulation.
Ils peuvent être répétés de l’autre côté de la chaussée lorsque les conditions sont telles qu’ils risquent de ne pas être aperçus à temps par les conducteurs auxquels ils s’adressent, comme pour les routes à plus de deux voies. Ils peuvent aussi être répétés au-dessus de la chaussée. Ils doivent alors être soit éclairés soit rétroréfléchissants.

### Distance latérale

Implantation d’un panneau de danger sur accotement en rase campagne

Sauf contrainte de site, la distance entre l’aplomb de l’extrémité du panneau situé du côté de la chaussée et la rive voisine de cette extrémité ne doit pas être inférieure à 0,70 m.
En rase campagne, les panneaux sont placés en dehors de la zone située en bord de chaussée et traitée de telle façon que les usagers puissent y engager une manœuvre de redirection ou de freinage dite « zone de récupération », ou leur support au minimum à 2 m du bord voisin de la chaussée, à moins que des circonstances particulières s’y opposent (accotements étroits, présence d’une plantation, d’une piste cyclable, d’une voie ferrée, etc.).
En agglomération les panneaux sont implantés de façon que le support gêne le moins possible la circulation des piétons.
Le support d’un signal peut aussi être implanté sur une propriété riveraine ou ancré à une façade après accord du propriétaire ou par application si cela est possible du décret-loi du 30 octobre 1935 et du décret 57180 du 16 février 1957.

### Hauteur au-dessus du sol

#### En rase campagne
La hauteur réglementaire est fixée en principe à 1 m (si plusieurs panneaux sont placés sur le même support, cette hauteur est celle du panneau inférieur), hauteur assurant généralement la meilleure visibilité des panneaux frappés par les feux des véhicules.
Elle peut être modifiée compte tenu des circonstances locales :
- soit pour assurer une meilleure visibilité des panneaux,
- soit pour éviter qu’ils masquent la circulation.

#### En agglomération
Dans les agglomérations bénéficiant d’un éclairage public, les panneaux peuvent être placés à une hauteur allant jusqu’à 2,30 m pour tenir compte notamment des véhicules qui peuvent les masquer, ainsi que de la nécessité de ne gêner qu’au minimum la circulation des piétons.

#### Au-dessus de la chaussée
Lorsque les panneaux sont sur portique, potence ou haut-mât au-dessus de la chaussée, ils sont fixés à une hauteur minimale correspondant au gabarit de la route auquel s’ajoute une revanche de 0,1 m pour l’entretien de la chaussée et une revanche de 0,50 m pour la protection de la signalisation.

#### Position de la face
Le plan de face avant d'un panneau implanté sur accotement ou trottoir doit être légèrement incliné de 3 à 5° vers l’extérieur de la route afin d’éviter le phénomène de réflexion spéculaire qui peut, de nuit, rendre le panneau illisible pendant quelques secondes.

## Envers du panneau
L’envers du panneau ne doit pas appeler l’attention. Les couleurs de l’envers, du bord tombé et du contre listel de fabrication doivent être neutres et ne pas reprendre celles utilisées en signalisation routière.
L’envers ne peut comporter qu’un marquage de certification réglementaire (voir ci-après), à l’exclusion de tout autre inscription ou toute publicité.
Sur l’envers du panneau figurent les systèmes de fixation sur le support. Ce sont en général des rails collés : 2 rails pour les panneaux 500, 700, 1 000 et 1 250 mm (avec 2 brides de fixation), 3 rails pour le panneau 1 500 mm (avec 3 brides de fixation).

## Visibilité de nuit
Les panneaux et panonceaux de signalisation doivent être visibles et garder le même aspect de nuit comme de jour. Les signaux de danger sont tous rétroréfléchissants ou éventuellement dans certaines conditions définies ci-dessous, éclairés.
Les revêtements rétroréfléchissants doivent avoir fait l’objet, soit d’une homologation, soit d’une autorisation d’emploi à titre expérimental. La rétroréflectorisation porte sur toute la surface des panneaux et panonceaux à l’exception des parties noires ou grises.

### La classe 2
La classe 2 est obligatoire pour tous les panneaux et panonceaux :
- implantés à plus de deux mètres de hauteur ;
- implantés sur autoroutes et sur routes à grande circulation, quelle que soit leur hauteur ;
- en agglomération, implantés dans les sections où la vitesse est relevée à 70 km/h.

Cette technologie a un coefficient de rétroréflexion trois fois supérieur à la classe 1, ce qui permet une détection beaucoup plus efficace et augmente la distance de lisibilité de 15 à 20 % à l’état neuf. La comparaison au bout de cinq ou dix ans montre un avantage encore plus important pour la classe 2.

### La classe 1
La classe 1 est obligatoire pour tous les panneaux implantés dans des zones où la classe 2 ne l’est pas.

## Homologation et certification

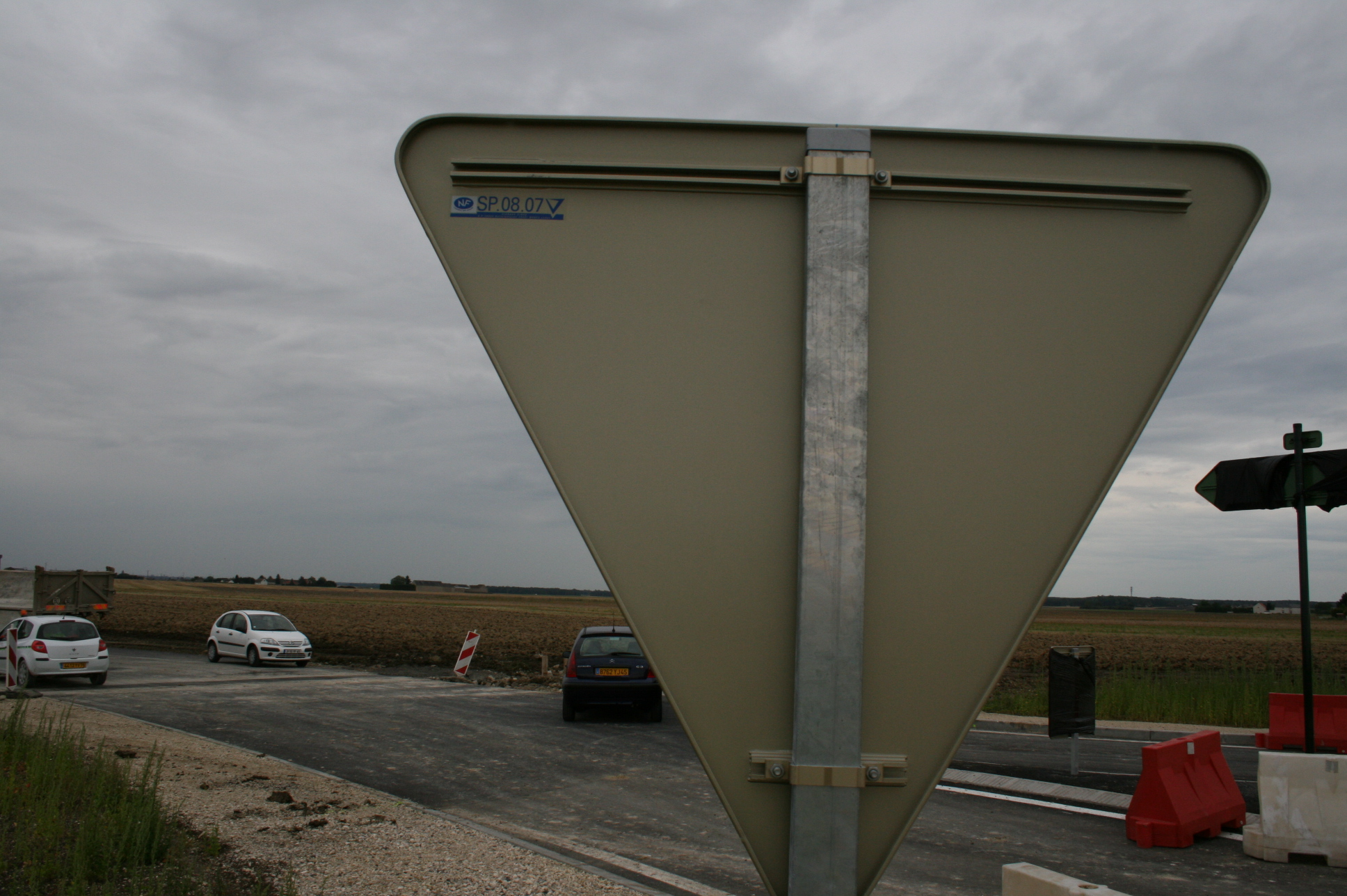
Marquage de la norme NF et de son numéro d’admission au dos d’un panneau français

Depuis 1978, l’homologation ministérielle des équipements de la route est obligatoire sur l’ensemble des voies routières françaises. La certification NF remplace progressivement l’homologation. Ainsi, depuis 1995, la certification vaut homologation pour les équipements de signalisation routière.
Pour l’ensemble des panneaux de signalisation permanente et donc en particulier pour les panneaux de signalisation de danger, la certification NF - Equipements de la Route est obligatoire. Le marquage CE (norme européenne) est prévu pour le courant de l’année 2007.
Au dos du panneau doivent donc figurer obligatoirement les marques de certification à savoir :
- le numéro d’admission du produit : catégorie du produit (SP dans le cas présent, pour signalisation de police), et numéro d’ordre ;
- l’identification du site de fabrication du produit (en clair) ;
- l’identification du titulaire (facultatif) ;
- l’année de fabrication (deux derniers chiffres).